# 贾拉肯杜阿
贾拉肯杜阿（Jala Kendua），是印度西孟加拉邦Haora县的一个城镇。总人口5783（2001年）。

## 人口
该地2001年总人口5783人，其中男性2843人，女性2940人；0—6岁人口1026人，其中男512人，女514人；识字率49.82%，其中男性为56.17%，女性为43.67%。